# Frank J. Lausche
Frank John Lausche (vzdevek "Uncle Frank"), ameriški demokratski politik, župan Clevelanda, guverner Ohia in senator, * 14. november 1895, Cleveland, † 21. april 1990.

## Življenje
Lausche se je rodil v Clevelandu slovenskim staršem Lojzetu Lovšetu in Francki Milavec, doma iz Hinj pri Žužemberku oz. Dvorske vasi pri Velikih Laščah. Šolal se je v slovenski šoli župnije Sv. Vida, kasneje pa je ob delu študiral pravo. Med prvo svetovno vojno je opravil vojaški tečaj in postal podporočnik v KOV ZDA. Leta 1920, po koncu študija, je postal odvetnik. Od leta 1932 do 1941, ko je prvič postal župan mesta, je delal kot sodnik v Clevelandu. Leta 1943 je bil ponovno izvoljen za župana s prepričljivimi 73 % glasov. Leta 1944 je bil izvoljen za guvernerja Ohia kot prvi katoliški guverner. Leta 1947 je izgubil ta položaj v boju s Thomasom Herbertom (1894–1974), leto kasneje pa ga je ponovno zavzel in ga obdržal do leta 1957, ko je odstopil zaradi izvolitve v senat ZDA leto prej. Leta 1962 je bil ponovno izvoljen za senatorja. Leta 1968 je bil zaradi izgube podpore delavske zveze v spopadu proti Johnu Gilliganu (John Joyce »Jack« Gilligan 1921–2013) izločen iz nadaljnje kandidature in tako končal svojo politično kariero. V tem času je bil kot senator član številnih komitejev in odborov. V času vietnamske vojne je zahteval prenehanje bombardiranja severnega Vietnama in končanje vojne ob sodelovanju OZN.